# Klevberget Sonebo
Klevberget Sonebo este o arie protejată (arie specială de conservare — SAC, sit de importanță comunitară — SCI) din Suedia întinsă pe o suprafață de 10,3 ha, integral pe uscat.

## Localizare
Centrul sitului Klevberget Sonebo este situat la coordonatele 58°08′59″N 15°38′08″E / 58.1496°N 15.6356°E.

## Înființare
Situl Klevberget Sonebo a fost declarat sit de importanță comunitară în ianuarie 2002 pentru a proteja un număr necunoscut de specii din flora spontană și fauna sălbatică aflate în arealul zonei. Situl a fost protejat și ca arie specială de conservare în martie 2011.

## Biodiversitate
Situată în ecoregiunea boreală, aria protejată conține 2 habitate naturale: Păduri pe pante, grohotișuri și ravene de Tilio-Acerion, Taiga vestică.
La baza desemnării sitului se află un număr nedeclarat de specii protejate.